# Мошин гроб
Мошин гроб је излетиште на Фрушкој гори, поред Партизанског пута, посвећено партизану Бошку Санадровићу Моши, борцу Треће војвођанске ударне бригаде.
Моша се истакао као један од организатора и учесника у нападу на немачки гарнизон у селу Гргуревци. Приликом борбе тешко је рањен, након чега је подлегао ранама. Због брзог повлачења војске сахрањен је на оближњој ливади. У част њему ово излетиште и носи назив по његовом надимку.